# Lignières-Sonneville
Lignières-Sonneville – miejscowość i gmina we Francji, w regionie Nowa Akwitania, w departamencie Charente.
Według danych na rok 1990 gminę zamieszkiwały 603 osoby, a gęstość zaludnienia wynosiła 37 osób/km² (wśród 1467 gmin regionu Poitou-Charentes Lignières-Sonneville plasuje się na 489. miejscu pod względem liczby ludności, natomiast pod względem powierzchni na miejscu 529.).